# Гурбанов, Гурбан Осман оглы (борец)
Гурбан Осман оглы Гурбанов (азерб. Qurban Osman oğlu Qurbanov; род. 28 января 2002, Москва) — азербайджанский борец греко-римского стиля, выступающий в весовой категории до 82 кг. Чемпион Европы (2025), чемпион Азербайджана среди взрослых (2024), бронзовый призёр чемпионата Азербайджана среди взрослых (2023), чемпион мира среди военнослужащих (2023), двукратный чемпион Европы среди спортсменов до 23 лет (2023, 2024), чемпион мира среди спортсменов до 23 лет (2022), чемпион мира среди спортсменов до 20 лет (2022).

## Биография
Гурбан Осман оглы Гурбанов родился 28 января 2002 года в селе Мурадхан Кюрдемирского района. Борьбе начал заниматься в 8 лет в родном селе.
В сентябре 2017 года Гурбанов занял первое место на юношеском чемпионате мира по борьбе в Греции (весовая категория до 42 кг).
В мае 2018 года занял второе место на юношеском чемпионате Европы по борьбе в Скопье (весовая категория до 45 кг).
В июле 2019 года Гурбанов занял первое место на летнем Европейском юношеском Олимпийском фестивале в Баку.
В сентябре 2021 года взял серебро на I Играх стран СНГ в Казани.
В июне 2022 года Гурбанов занял второе место на чемпионате мира среди спортсменов до 20 лет, который проходил в Риме (весовая категория до 72 кг).
В августе 2022 года он выиграл чемпионат мира среди спортсменов до 20 лет, который проходил в Софии (весовая категория до 72 кг). 
В октябре 2022 года Гурбанов выиграл чемпионат мира среди спортсменов до 23 лет, который проходил в испанском Понтеведре (весовая категория до 72 кг). 
В марте 2023 года Гурбанов выиграл чемпионат Европы среди спортсменов до 23 лет в Бухаресте, одержав в финале победу над борцом из Украины Ирфаном Мирзоевым (весовая категория до 72 кг).
В 2023 году Гурбанов проходил военную службу в городе Лачын, из-за чего вынужден был пропустить чемпионат мира среди спортсменов до 23 лет в Тиране. Длительное нахождения вне ковра сказалось на том, что спортсмену не удалось достичь прежней формы, и на чемпионате мира среди военнослужащих в ноябре 2023 года в Баку Гурбанов выступал уже в весовой категории не до 72 кг, а до 77 кг. На этом турнире Гурбанов занял первое место.
В декабре 2023 года Гурбанов, выступая за клуб «Нефтчи», занял третье место на чемпионате Азербайджана среди взрослых (весовая категория до 82 кг).
В мае 2024 года Гурбан Гурбанов выиграл чемпионат Европы среди спортсменов до 23 лет в Баку (весовая категория до 82 кг). В декабре этого же года он выиграл в финале чемпионата Азербайджана представляющего город Ленкорань Эльмина Алиева.
В октябре 2024 года Гурбанов принял участие на чемпионате мира по борьбе в Тиране, где в схватке за бронзу в весовой категории до 82 кг уступил Ахмету Йылмазу из Турции. По словам личного тренера Гурбанова Тураджа Гусейнли, борец не смог полноценно подготовиться к этому турниру из-за прохождения военной службы.

## Участия и результаты
| №  | Год  | Чемпионат                                    | Место проведения   | Результат |
| 1  | 2017 | Юношеский чемпионат мира                     | Греция             | 1.        |
| 2  | 2018 | Юношеский чемпионат Европы                   | Северная Македония | 2.        |
| 3  | 2018 | Юношеский чемпионат мира                     | Хорватия           | 3.        |
| 4  | 2019 | Европейский юношеский Олимпийский фестиваль  | Азербайджан        | 1.        |
| 5  | 2021 | Юношеский чемпионат Европы                   | Германия           | 2.        |
| 6  | 2021 | Чемпионат мира среди спортсменов до 23 лет   | Сербия             | 11.       |
| 7  | 2022 | Чемпионат Европы среди спортсменов до 20 лет | Италия             | 2.        |
| 8  | 2022 | Чемпионат мира среди спортсменов до 20 лет   | Болгария           | 1.        |
| 9  | 2022 | Чемпионат мира среди спортсменов до 23 лет   | Испания            | 1.        |
| 10 | 2023 | Чемпионат Европы среди спортсменов до 23 лет | Румыния            | 1.        |
| 11 | 2024 | Чемпионат Европы среди спортсменов до 23 лет | Азербайджан        | 1.        |
| 12 | 2024 | Мировой чемпионат                            | Албания            | 5.        |
| 13 | 2025 | Zagreb Open                                  | Хорватия           | 3.        |
| 14 | 2025 | Чемпионат Европы                             | Словакия           | 1.        |